# Google+
Google+ (pronunciado y a veces escrito como Google Plus, Google Más o G+) fue una red social propiedad y operada por Google. La red fue lanzada el 28 de junio de 2011, en un intento de desafiar a otras redes sociales, vinculando otros productos de Google como Google Drive, Blogger y YouTube. La cuarta incursión de Google en las redes sociales experimentó un fuerte crecimiento en sus primeros años, aunque las estadísticas de uso varían según la definición del servicio. Tres ejecutivos de Google supervisaron el servicio que sufrió cambios sustanciales que llevaron a un rediseño en noviembre de 2015.
Sin embargo, estos planes competitivos de Google a través de Google Wave (2009-2010), Google Buzz (2010-2011) y Google+ (2011-2019) nunca tuvieron éxito y, como resultado, se cerraron por completo.
Debido al bajo compromiso de los usuarios y las fallas de diseño de software divulgadas que potencialmente permitieron a los desarrolladores externos el acceso a la información personal de sus usuarios, la API de desarrollador de Google+ se suspendió el 7 de marzo de 2019 y Google+ se cerró para uso comercial y para consumidores el 2 de abril de 2019. Todavía está en uso como Google+ For Enterprise y Google+ For Education para redes sociales corporativas internas que son usuarios de Google Workspace.
Google+ siguió estando disponible como “Google+ para Google Workspace” todos los usuarios hicieron la transición a Google Currents más tarde, e hizo la transición a Google Chat en 2023.

## Historia

### Lanzamiento
Google+ fue la cuarta incursión de la compañía en las redes sociales, después de Google Buzz (introducido en 2010, se retiró en 2011), Google Friend Connect (introducido en 2008, se retiró en marzo de 2012), y Orkut (introducido en 2004, a partir de 2013 operado en su totalidad por la filial Google Brasil - se retiró en septiembre de 2014).
Google+ se introdujo en junio de 2011. Sus características incluían la posibilidad de publicar fotos y actualizaciones de estado en las comunidades de streaming o basadas en intereses, agrupar diferentes tipos de relaciones (en lugar de simplemente "amigos") en Círculos, una mensajería instantánea multipersonal, chat de texto y vídeo llamado Hangouts, eventos, etiquetado de lugares y la posibilidad de editar y subir fotos a álbumes privados basados en la nube.
Según un libro de 2016 de un ex empleado de Facebook, algunos líderes de Facebook vieron la incursión de Google en las redes sociales como una grave amenaza para la empresa. El fundador de Facebook, Mark Zuckerberg, instituyó un "cierre" en toda la compañía, señalando que los empleados debían dedicar tiempo a alinear las características de Facebook con las de Google+.

### Crecimiento
Las evaluaciones del crecimiento de Google+ variaron ampliamente, porque Google primero definió el servicio como una red social y más tarde como "una capa social en todos los servicios de Google", lo que les permitía compartir la identidad y los intereses de un usuario.
Según Ars Technica, los registros de Google+ fueron "a menudo sólo un subproducto colateral de registrarse en otros servicios de Google". Google posteriormente empezó a obligar a las personas a crearse una cuenta de Google+ para acceder a algunas funciones (por ejemplo en YouTube) o simplemente se creaba automáticamente sin que el usuario se diera cuenta. En consecuencia el número de usuarios activos en Google+ aumentó considerablemente, pero esto también generó el odio a la red social por ser obligados a usarla dado que ésta estaba ligada a otros servicios, el tiempo medio que los usuarios pasaban en el sitio era una pequeña fracción del que pasaban en servicios comparables de medios sociales (a causa de lo confusa que era).
En 2011, dos semanas después de su lanzamiento Google+ tenía 10 millones de usuarios. En un mes, tuvo 25 millones. En octubre de 2011, el servicio tenía 40 millones de usuarios, según Larry Page. De acuerdo con ComScore, el mayor mercado era Estados Unidos, seguido por la India. A finales de 2011, Google+ tenía 90 millones de usuarios. En octubre de 2013, aproximadamente 540 millones de usuarios activos mensualmente utilizaron la capa social interactuando con las propiedades mejoradas de Google+, como Gmail, el botón +1 y los comentarios de YouTube. Unos 300 millones de usuarios activos mensuales participaron en la red social interactuando con el flujo de la red social de Google+.
La participación de los usuarios de Google+ fue menor que la de sus competidores; ComScore estimó que los usuarios estuvieron un promedio de 3,3 minutos en el sitio en enero de 2012, y 7,5 horas en Facebook. En marzo de 2013, el tiempo promedio de permanencia en el sitio se mantuvo bajo: alrededor de 7 minutos, según Nielsen, sin incluir el tráfico de las aplicaciones. En febrero de 2014, The New York Times comparó a Google+ con una ciudad fantasma, citando a los 540 millones de "usuarios activos mensuales" declarados por Google y señalando que casi la mitad no visitaba el sitio. La empresa respondió que la importancia de Google+ era menos como competidor de Facebook que como medio de reunir y conectar la información de los usuarios de los diversos servicios de Google.

### Cambios en la gestión y la dirección del producto
En abril de 2014, Vic Gundotra, el ejecutivo a cargo de Google+, dejó la compañía con la responsabilidad de gestión en manos de David Besbris. En marzo de 2015, el ejecutivo de Google Bradley Horowitz, quien había cofundado Google+ con Gundotra, había reemplazado a Besbris, convirtiéndose en vicepresidente de transmisiones, fotos y compartir.
En una entrevista con Steven Levy publicada el 28 de mayo de 2015, Horowitz dijo que Google+ estaba a punto de sufrir un "gran cambio" que reflejaría mejor cómo se usa realmente el servicio. Para entonces, dos funciones principales de Google+, las comunicaciones y las fotos, se habían convertido en servicios independientes. Google Fotos, la biblioteca de fotos y videos de Google, se anunció en la conferencia Google I/O de mayo de 2015. Google Hangouts, la plataforma de comunicaciones de Google, se anunció dos años antes, también en Google I/O. Google posteriormente reorientó Google+ a intereses compartidos, eliminando funciones que no admitían "una experiencia social basada en intereses". La compañía también eliminó la capa social de Google+; los usuarios ya no necesitaban un perfil de Google+ para compartir contenido y comunicarse con los contactos. La transición comenzó con YouTube, donde ya no se requería un perfil de Google+ para crear, cargar o comentar en un canal, sino que se requería una página de Google+. Los comentarios de YouTube ya no aparecían en Google+ o viceversa.

### Rediseño
El 18 de noviembre de 2015, Google+ se sometió a un rediseño con la intención declarada de hacer que el sitio fuera más simple y rápido, haciendo que las nuevas características de Comunidades y Colecciones fueran más prominentes, y eliminando características como la integración de Hangouts, Eventos y URL personalizadas, aunque Los eventos y las URL personalizadas finalmente se agregaron de nuevo. Hasta el 24 de enero de 2017, los usuarios que accedieran al sitio mediante computadoras de escritorio podían acceder a algunas de las funciones descontinuadas seleccionando la opción "Volver a G+ clásico".

### Cierre de la versión para consumidores
En julio de 2015, Google decidió desligar la plataforma de YouTube del servicio de Google+. Esta decisión concordó con una reorganización general de la empresa; en concreto, se eliminó la obligación de usar el servicio de esta red social en todas las apps de la compañía debido en buena medida a su escasa popularidad, siendo, por lo tanto, el inicio de su cierre definitivo.
El 8 de octubre de 2018, Google anunció que terminaría la versión para consumidores de Google+ a fines de agosto de 2019, más tarde cambiando esa fecha al 2 de abril de 2019. La compañía citó la baja participación del usuario y las dificultades para "crear y mantener un Google+ exitoso que cumpla con las expectativas de los consumidores", señalando que el 90 % de las sesiones de los usuarios en el servicio duraron menos de cinco segundos. También reconoció una falla de diseño en una API que podría exponer datos privados de usuarios. Google dijo que no encontró evidencia de que "ningún desarrollador estuviera al tanto de este error, o abusando de la API" o que "cualquier dato del perfil fue mal utilizado".
Según The Wall Street Journal, la exposición de datos se descubrió en la primavera de 2018 y no fue reportada por la compañía debido a los temores de un mayor escrutinio regulatorio. El periódico dijo que "la medida efectivamente pone el último clavo en el ataúd de un producto que se lanzó en 2011 para desafiar a Facebook, y es ampliamente visto como uno de los mayores fracasos de Google".
El 10 de diciembre de 2018, Google informó que una actualización posterior de la API de Google+ expuso los datos de los clientes durante seis días antes de ser descubiertos, diciendo nuevamente que no había evidencia de ninguna violación. El error permitió a los desarrolladores externos acceder a la información personal de los usuarios. Más de 52,5 millones de usuarios se vieron afectados. La compañía trasladó la fecha de cierre del servicio a abril de 2019 y dijo que "pondría fin a todas las API de Google+ en los próximos 90 días".
El 30 de enero de 2019, Google anunció que el cierre de las cuentas de la plataforma se efectuaría el 2 de abril de 2019. Asimismo, desde el 4 de febrero no se pudieron crear nuevos perfiles, con lo que se hizo el cierre definitivo de esta red social.

### Cierre de la versión empresarial
En su G Suite orientada a los negocios, Google reemplazó a Google+ con un producto similar llamado Currents, que facilita las comunicaciones internas. Unos meses después del cierre de Google+, en julio de 2019, la empresa lanzó una plataforma de redes sociales experimental llamada Shoelace, orientada a la organización de actividades y eventos locales. Sin embargo, debido a la pandemia de COVID-19, Shoelace cerró el 12 de mayo de 2020. El 5 de junio de 2020, Google anunció que Currents reemplazará a Google+ para todos los clientes de G Suite el 6 de julio de 2020. El 10 de febrero de 2022, Google anunció que planearía "liquidar" Currents y hacer la transición de sus usuarios a Google Chat en 2023.

## Demografía de los usuarios
La base de usuarios de Google+ era aproximadamente 60 % hombres y 25 % mujeres en noviembre de 2013, y 15 % "otros" o desconocidos. Los primeros usuarios de Google+ a mediados de 2011 eran en su mayoría hombres (71,24 %), y el grupo de edad dominante (35 %) tenía entre 25 y 34 años. Una encuesta de agosto de 2011 estimó que el 13 % de los adultos estadounidenses se habían unido a Google+.

## Características y funciones

### Perfil de usuario
- Un perfil de usuario de Google+ era una cuenta visible públicamente de un usuario que estaba adjunta a muchas propiedades de Google.

Incluía servicios básicos de redes sociales como una foto de perfil, una sección acerca de, una foto de portada, trabajo anterior e historial escolar, intereses, lugares vividos y un área para publicar actualizaciones de estado.
También incluía varias secciones de servicios de identidad, como un colaborador y otras áreas de perfiles que permitían a los usuarios vincular sus "propiedades en la web". Estas secciones estaban opcionalmente vinculadas a otras cuentas de redes sociales que uno tenía, cualquier blog que uno posea o haya escrito o sitios en los que uno sea colaborador. Esta área se utilizó para la autoría de Google.
Las URL personalizadas se pusieron a disposición del público a partir del 29 de octubre de 2013, para cualquier cuenta que tuviera más de 30 días y tuviera una foto de perfil y al menos 10 seguidores.

### Círculos
- Los círculos eran una función central de la plataforma social de Google+. Permitió a los usuarios organizar a las personas en grupos o listas para compartir[54] en varios productos y servicios de Google. La organización de los círculos se realizó a través de una interfaz de arrastrar y soltar hasta que un rediseño del sitio en 2015 lo redujo a una simple interfaz de casilla de verificación.[55]

Una vez que se creaba un círculo, un usuario de Google+ podía compartir contenido privado específico solo con ese círculo. Por ejemplo, el contenido relacionado con el trabajo podría compartirse solo con colegas, y los amigos y la familia podrían ver más contenido y fotos personales. La opción de compartir Público o con Todos siempre estuvo disponible. Los usuarios originalmente podían crear círculos compartidos, un recurso compartido único para promocionar un círculo de personas, pero la función se eliminó.
Otra función de los Círculos era controlar el contenido del Flujo de uno. Si un usuario hace clic en un círculo en la lista de flujos de círculo, la parte de flujo de la página (el centro) contendría solo las publicaciones compartidas por los usuarios de ese círculo.
Para el flujo no segmentado (incluido el contenido de todos los círculos de un usuario), cada círculo tenía un elemento de configuración desplegable con cuatro opciones: ninguno, menos, estándar y más. La posición requería que el usuario seleccionara el nombre del Círculo explícitamente para ver el contenido de los usuarios en ese Círculo. Las posiciones restantes controlaban la cantidad de publicaciones que aparecían en el flujo principal de uno, pero no se ha revelado el algoritmo que controlaba lo que se mostraba.

### Servicios de identidad
- A partir de noviembre de 2011, los perfiles de Google+ se utilizaron como cuenta de fondo para muchos servicios de Google, incluidos YouTube, Gmail, Google Maps, Android, Google Play, Google Play Music, Google Voice, Google Wallet, Google Local y más.[57][58] A partir del 10 de enero, la Búsqueda de Google se personalizó con una función llamada Search Plus Your World, que insertaba contenido compartido en perfiles de Google+ y páginas de marca en los resultados de la Búsqueda web, si uno había iniciado sesión en su cuenta de Google+ mientras la usaba.[59] La característica, que fue opcional, fue recibida con controversia sobre el énfasis de los perfiles de Google+ sobre otros servicios de redes sociales. La función se basó en la función anterior Social Search que indexa el contenido compartido o publicado por los autores; Sin embargo, la Social Search se basó en parte en los resultados de servicios que no son de Google, como Twitter y Flickr. A partir de julio de 2011, los tuits dejaron de mostrarse debido a la expiración del contrato de Google con Twitter.[60]

### Privacidad
- La configuración de privacidad permitía a los usuarios revelar cierta información a los círculos de su elección. Los usuarios también podían ver los visitantes de su perfil.[61]

### Botón +1
- Google+ presentaba un botón representado como "+1" que permitía a las personas recomendar sitios y publicaciones, similar en uso al botón Me gusta de Facebook.[62][63]

### Comunidades
- El apartado Comunidades de Google+ se lanzó el 6 de diciembre de 2012. Esto permitió a los usuarios crear conversaciones continuas sobre temas particulares.[64] Las comunidades de Google+ también se podían crear y administrar en cuentas de páginas de Google+.

### Eventos
- El apartado de Eventos permitió a los usuarios invitar a otras personas a compartir fotos y medios en tiempo real. Esto se eliminó de Google+ como parte del rediseño de noviembre de 2015, pero luego se volvió a agregar en una ubicación diferente. Posteriormente, los eventos se incluyeron en el perfil del usuario.[65]

### Descubrir
- La sección Descubrir mostraba publicaciones y artículos de tendencia en Google+ y en la Web.[66] Era similar a la página What's Hot que se eliminó como parte del rediseño de noviembre de 2015.

### Google Local
El 11 de junio de 2014, Google combinó Google Places y Google+ Local Business Pages con el producto Google My Business. El producto usaba la interfaz de Google+ pero tenía muchas más funciones, incluidas estadísticas y análisis. El 30 de mayo de 2012, Google Places fue reemplazado por Google+ Local, que se integró directamente con el servicio de Google+ para permitir a los usuarios publicar fotos y reseñas de ubicaciones directamente en su página del servicio. Además, Google+ Local y Maps incluyeron reseñas y calificaciones detalladas de Zagat, que fue adquirida por Google en septiembre de 2011.

### Google+ Pages
Google+ Pages: se lanzó el 7 de noviembre de 2011 para todos los usuarios, lo que permitió a las empresas conectarse con los fanáticos. Permitía a entidades que no eran individuos (como organizaciones, empresas y publicaciones) crear perfiles o páginas para la publicación y sindicación de publicaciones. Era similar a las páginas de Facebook.
- Google+ Badges: se introdujeron discretamente en empresas seleccionadas a partir del 9 de noviembre de 2011 y se lanzaron oficialmente al público el 16 de noviembre.[72] Las insignias eran widgets en la barra lateral que incrustaban botones y listas desplegables "Agregar a círculos" en sitios web externos y blogs, similares a los widgets de Me gusta de Facebook. Esto fue tratado oficialmente por Google como un reemplazo para el antiguo Google Friend Connect y sus widgets, y el vicepresidente sénior de operaciones Urs Hölzle anunció GFC el 23 de noviembre de 2011, como estaba programado para ser retirado el 12 de marzo de 2012, en todos sitios que no son de Blogger a favor de las insignias de página de Google+.[73]
- Google Views: se presentó el 1 de abril de 2014. Presentaba un "contador de vistas", que se muestra en la página de perfil de cada usuario. El contador de vistas mostraba la cantidad de veces que otros habían visto el contenido del usuario, incluidas fotos, publicaciones y la página de perfil.[74] Esta función se eliminó más tarde en favor de una función de información.[75]

### Fotografía
- Google+ Creative Kit: fue un editor de fotos en línea integrado a Google+ el 27 de octubre de 2011,[76] similar a Picnik, integrado anteriormente a Picasa Web Albums. Esta función se eliminó de Google+ en 2015.
- Efectos automáticos: lanzada en Google I/O en 2013, la función aplicaba efectos especiales, manualmente (con Android) o automáticamente, a menudo usando múltiples tomas secuenciales. Los efectos incluyeron movimiento compuesto en una sola imagen, animación corta, estilo de fotomatón y representación de alto rango dinámico (HDR).[77] Esta función se trasladó a Google Fotos en 2015.[78]
- Auto Enhance: con Auto Enhance, Google+ realizó ajustes sutiles para mejorar hipotéticamente las fotos.[79] Esta función se trasladó a Google Fotos en 2015.[78]
- Copia de seguridad automática de Google+: una utilidad de escritorio que importó una gran colección de fotos y videos.[80] Esta función se trasladó a Google Fotos en 2015.[78]

### Características adicionales
- Google Takeout proporcionó la posibilidad de descargar el contenido de Google+.
- Los hashtags, donde "#" se escribe antes de una palabra o CamelCase, se vincularon a los resultados de búsqueda más recientes o de mayor tendencia dentro de Google+ que contenían el término. Esta, una función que ganó notoriedad como práctica de microblogging en Twitter, se implementó como una función de Google+ el 12 de octubre de 2011. El autocompletado llegó el 17 de enero de 2012.[81]
- Durante la vida útil de Google+, Google agregó y realizó cambios en muchas funciones. El 30 de septiembre de 2011, la empresa publicó una lista de cambios y adiciones a Google+ para móviles que incluyen:[82]
  - Un método más fácil para +mencionar a alguien desde un dispositivo móvil. Para +mencionar a otro usuario, uno escribió +[su nombre] dentro de una publicación o comentario. Para hacer +1 en los comentarios más fácilmente, los usuarios también podían hacerlo directamente desde sus dispositivos iOS. También introdujeron esta función en la aplicación de Android en diciembre de 2011.
    - El cambio de un signo @ a un signo "+" para que coincida con el nombre de la plataforma.
- Las figuras públicas seleccionadas tenían nombres verificados. Google determinó si un perfil en particular justificaba la verificación. El propósito era indicar a los visitantes del sitio si un perfil en particular pertenecía a quien generalmente se esperaría que fuera el nombre, y no a alguien que casualmente tenía el mismo nombre que una figura pública. Los perfiles de identidad verificados tenían un logotipo de marca de verificación después de su nombre. Ejemplos de perfiles que llevaron la insignia de nombre verificado incluyen a Linus Torvalds, William Shatner, Leo Laporte, Mark Zuckerberg, Larry Page y Sergey Brin.[83]
- Carga instantánea: era en específico para dispositivos móviles; almacenaba fotografías o vídeos en un álbum privado para compartir más tarde[84]
- Messenger: era una función disponible para comunicarse a través de mensajería instantánea.
- Intereses: era una interfaz para el Buscador de Google que permitía a los usuarios identificar los temas en los que podrían estar interesados en compartir con los demás. "Intereses destacados" también estaba disponible, basada en otros temas a nivel mundial que lo encuentran interesante.[84] Intereses ayudaba a mantener a los usuarios informados en las últimas actualizaciones en los temas de su interés.
- Hangouts: Era una función disponible para Android, iPhone y Web que permite comunicarse a través de mensajería instantánea y Videochat entre las personas añadidas a tus círculos.[84]
- Personas: Permitía a los usuarios organizar contactos en grupos para compartir, a través de diversos productos y servicios de Google. A pesar de que otros usuarios pueden ver una lista de las personas en la colección del usuario de los círculos, no pueden ver los nombres de esos círculos. Las configuraciones de privacidad también permiten a los usuarios ocultar los usuarios en sus círculos, así como a los que los tienen en su círculo. La organización se realiza a través de una interfaz de arrastrar y soltar. Este sistema reemplaza la típica función de lista de amigos utilizada por sitios como Facebook.
- Comunidades: Era una función que permitía reunir a grupos del mundo real como tus compañeros del equipo de baloncesto, tus compañeros de clase o tus familiares. Compartir cosas habitualmente con el mismo grupo de personas, las comunidades serán un modo rápido y divertido de seguir en contacto más fácilmente.
- Novedades: Los usuarios ven las actualizaciones de los de sus círculos. El cuadro de entrada permite a los usuarios ingresar una actualización de estado o utilizar iconos para subir y compartir fotos y vídeos. Las novedades pueden ser filtradas para mostrar solo los mensajes de Círculos específicos.
- Hashtags: Permitía el uso de palabras o frases (sin espacios) precedida por el símbolo # que permite mostrar información relacionada.
- A diferencia de Twitter y Facebook, no tenía una interfaz de programación de aplicaciones que permitiera a los desarrolladores de software interactuar con la programación de Google+.[85]
- Al igual que en otras aplicaciones de Google, Google+ ofrecía la integración con otras aplicaciones de Google como Gmail, Calendar, Google Drive, etc.
- Liberación de Datos/Data Release: Ofrecía la posibilidad de descargar el contenido de uno desde Google+.
- Juegos sociales: Google+ incorporó esta característica el 11 de agosto de 2011, y se retiró el 15 de mayo de 2013.[86]

### Colecciones
- En mayo de 2015, Google+ lanzó la función "Colecciones" inspirada en Pinterest. Permitía a los usuarios crear colecciones de contenido basadas en temas e intereses.[87]

### Características eliminadas y obsoletas
- La búsqueda en Google+ permitió a los usuarios buscar contenido dentro de Google+ y en la web. Los usuarios escribieron lo que buscaban en el cuadro de búsqueda de Google+, y Google devolvió personas y publicaciones relevantes, así como contenido popular de toda la web.[88] Más tarde se volvió a implementar una función de búsqueda en Google+, pero solo mostraba contenido dentro de Google+ en lugar de incluir contenido popular de toda la web.
- Messenger, también llamado Huddle, era una función disponible para dispositivos Android, iPhone y SMS para comunicarse a través de mensajería instantánea dentro de Circles. Además, los usuarios podían compartir fotos en Messenger entre sus círculos.[89] Esta función se eliminó en agosto de 2013, ya que fue reemplazada por Hangouts.[90]
- Sparks era una interfaz para la Búsqueda de Google que permitía a los usuarios identificar temas que podrían estar interesados en compartir con otros. Las chispas de "intereses destacados" también estaban disponibles, basadas en temas que otros en todo el mundo encontraban interesantes.[89] Se accedió a Sparks como un menú desplegable de los resultados de búsqueda y ayudó a mantener a los usuarios informados sobre las últimas actualizaciones sobre los temas de su interés. Sparks se eliminó en algún momento de noviembre de 2012.[91]
- Juegos tenía 16 juegos cuando se lanzó Google+ el 11 de agosto de 2011,[92] que se expandió a 44 unos meses después, pero en abril de 2013 había 38 ya que el propietario eliminó algunos juegos.[93] A diferencia de los juegos de Facebook, los juegos de Google+ estaban ubicados en una pestaña de juegos, lo que les daba menos visibilidad a los juegos,[94] y tenían notificaciones separadas del resto de las notificaciones de un usuario.[94] Todos los juegos se eliminaron de Google+ en junio de 2013.[95]
- Ripples, presentado el 27 de octubre de 2011, era una herramienta de visualización que mostraba cómo ocurría la actividad de volver a compartir con respecto a una publicación pública. Se podía reproducir la actividad del recurso compartido público, hacer zoom en ciertos eventos, identificar a los principales contribuyentes, ver estadísticas sobre la longitud promedio de la cadena, las personas más influyentes en la cadena, el idioma de los participantes, etc.[76] La función se eliminó en mayo del 2015.[96]
- Hangouts, la función que permitía a los usuarios chatear, hablar y realizar videoconferencias entre usuarios, se eliminó de Google+ como parte del rediseño de noviembre de 2015 y se hizo accesible a través de su propia página de inicio y aplicaciones móviles de Hangouts.[97]
- Hangouts on Air, presentado en septiembre de 2011, el servicio de transmisión en vivo se trasladó a YouTube Live a partir del 12 de septiembre de 2016.[98]
- La ubicación era principalmente el servicio que era Latitude. Permitía al titular de la cuenta compartir su ubicación con una persona, círculo o círculos. La ubicación podría ser tan precisa como el GPS del dispositivo móvil o configurarse para mostrar solo una ciudad. "Ubicación compartida se ha movido a Google Maps" apareció en Plus el 27 de marzo de 2017.[76]
- What's Hot, presentado el 27 de octubre de 2011, era una transmisión que mostraba lo que los usuarios de Google+ habían comentado, compartido y con lo que más habían interactuado. Era similar a "Trending Topics" en Twitter. La página se eliminó a fines de 2015, pero una nueva transmisión de "descubrimiento" introducida en 2017 proporcionó una funcionalidad similar.[76]
- Fotos era un conjunto de funciones que proporcionaba copia de seguridad y edición de fotos, se eliminó en 2015 y se reemplazó con un producto separado llamado Google Fotos.[78]
- Las menciones eran un flujo separado que mostraba publicaciones e imágenes en las que se mencionaba al usuario. Esta página se eliminó en el rediseño de noviembre de 2015.[97]

## Controversias

### Páginas de Google+ de la campaña electoral de Obama
El 20 de febrero de 2012, los usuarios de Internet de China se dieron cuenta de que las restricciones estatales sobre Google+ se habían relajado por razones desconocidas, lo que les permitía publicar en las páginas de Google+. En particular, los usuarios chinos comenzaron a inundar las páginas oficiales de la campaña electoral del presidente estadounidense Barack Obama en Google+ con comentarios a menudo fuera de tema.

### Nymwars
En julio de 2011, Google+ requería que los usuarios se identificaran con sus nombres reales y algunas cuentas se suspendieron cuando no se cumplió este requisito. El Vicepresidente de Google, Bradley Horowitz, declaró que una violación de los términos de servicio solo afectaría el acceso de los infractores a Google+ y no a ninguno de los otros servicios proporcionados por Google. Sin embargo, hubo informes tempranos de titulares de cuentas bloqueados temporalmente de todos los servicios de Google.
El 19 de octubre de 2011, en la Cumbre Web 2.0, el ejecutivo de Google, Vic Gundotra, reveló que Google+ comenzaría a admitir seudónimos y otros tipos de identidad "dentro de unos meses". A partir del 23 de enero de 2012, Google+ comenzó a permitir el uso de seudónimos establecidos. En julio de 2014, se cambió la política de Google+ para permitir el uso de cualquier nombre.

### Comentarios en YouTube

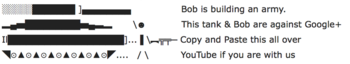
Una imagen del comentario en arte ASCII con "Bob" que se usaba en la entonces nueva sección de comentarios de Google+/YouTube para protestar por la adopción forzada de Google+ para comentar.

El 6 de noviembre de 2013, YouTube, el popular sitio de alojamiento de vídeos de Google, comenzó a exigir que los comentarios en sus videos se hicieran a través de una cuenta de Google+, lo que imposibilitó responder a los comentarios integrados anteriores a Google+. YouTube dijo que su nuevo sistema de comentarios presentaba herramientas mejoradas para la moderación, y que los comentarios ya no se mostrarían cronológicamente con dos comentarios principales en la parte superior cuando corresponda, sino que se presentarían de acuerdo con la "relevancia" y la popularidad, determinada por el compromiso de la comunidad de los comentaristas, reputación y votos a favor para un comentario en particular. En lugar del signo "@" para las menciones, los comentarios de YouTube usaban un signo "+".
La decisión llevó a cientos de miles de usuarios a criticar el cambio. Algunos comentaristas de YouTube y creadores de contenido se quejaron de que el requisito de Google+ de que los usuarios usen su nombre real generaba problemas de privacidad y seguridad en línea. El cofundador de YouTube, Jawed Karim, expresó su desaprobación en uno de los pocos comentarios posteriores al cambio incluida la adición temporal de los siguientes comentarios: "¿Por qué diablos necesito una cuenta de Google+ para comentar sobre ¿un video?" y "No puedo comentar más aquí, ya que no quiero una cuenta de Google+" a la descripción del primer video público en el sitio. Miles de comentaristas en YouTube pegaron tanques de arte de texto y figuras de palo llamadas "Bob" para protestar contra el nuevo sistema de comentarios y Google+. Los partidarios de los cambios dijeron que era un paso positivo para limpiar el "pozo negro virtual" de comentarios homofóbicos, racistas, sexistas y ofensivos que se encuentran en YouTube. Sin embargo, esto en realidad aumentó el spam y, al solucionar el problema, Google aprovechó la oportunidad para contraatacar a quienes publicaban el arte ASCII de "Bob" en protesta por las acciones de la empresa.
El 27 de julio de 2015, se anunció que se suspendería la integración con Google+ y que YouTube solo requeriría una página de Google+ para usar todas las funciones, como cargar vídeos y publicar comentarios. YouTube implementó estos cambios en el transcurso de varios meses, y la función de comentarios ya tenía una actualización directamente después del anuncio: los comentarios solo aparecían en YouTube y ya no se compartían en la plataforma de la red social.

## Recepción

### Diseño de impacto
La introducción de Google+ tiene un impacto en el diseño del servicio web de búsqueda de Google, debido al nuevo diseño gráfico. CNN señaló la "aproximación plato-combo" de Google+, comparando el esfuerzo social a un "Taco-Bell-unido-con-KFC." Ha habido mejoras junto a la especulación de un impacto mucho más amplio una vez que Google+ es totalmente lanzado, incluyendo un rediseño de Google Maps, Gmail y Google Calendar. En particular, se producen cambios en Álbumes web de Picasa, en el que todas las imágenes de los usuarios de Picasa automáticamente se unián a su almacenamiento de imágenes de Google+.
- Después de etiquetar a alguien, recibirán una notificación y se puede ver la foto y el álbum relacionados.
- Para los nuevos álbumes, cualquiera con quien se ha compartido un álbum puede ver con quién más se ha compartido.
- Los álbumes que alguien compartió se pueden etiquetar y re-compartir por otros.
- Fotos de hasta 2048 × 2048 píxeles y videos de hasta 15 minutos, no contarán para la cuota de almacenamiento de 1 GB de los usuarios de Google+ (que es 800 × 800 píxeles para los no usuarios de Google+), creando el "virtualmente ilimitado" almacenamiento para los usuarios móviles.

### Controversias sobre la información requerida
Incorporarse al servicio requiere la obligatoria divulgación del nombre real y del género, que en su lanzamiento fue compartida como información pública.
El selector de género tiene opciones para "Masculino", "Femenino" y "Otros". Este requisito fue criticado por el weblog SlashGear por causar la falta de privacidad y junto con Facebook y otras redes sociales, para obligar al usuario a elegir entre determinadas categorías que describen preconcebidos descriptores de género.
La obligatoria exposición pública del género dirigida a la crítica para hacer públicos los antiguos perfiles de Google. En respuesta, Google hizo cambios en el servicio que permite a los usuarios controlar los ajustes de privacidad de la información de género.
La justificación de Google para solicitar información de género es que se utiliza esa información para su uso de los términos "él", "ella", y "ellos" en su entrega de información a los usuarios del servicio. Si un usuario decide hacer la parte del género del perfil privado, el lenguaje utilizado para transmitir la información se convierte en género neutro, utilizando el singular ellos en lugar de los pronombres de género específico.
Google ha suspendido cuentas debido a que creyó que no estaban usando su nombre real. Por lo menos en un caso esto ha resultado en que el titular de la cuenta sea bloqueado temporalmente de todos los servicios de Google. Un empleado de Google, sin embargo, afirma que una violación de los términos del servicio solo debería afectar al servicio de la cual los términos se han violado, no a ninguno de los otros servicios que ofrecen Google, y también que la suspensión no se hace sin previo aviso.

### Importar contactos de otras redes sociales
Google+ incluía una función para invitar a contactos de Yahoo! y Hotmail. En este momento, sin embargo, no hay forma oficial de importar contactos de Facebook en Google+, pero había algunas soluciones para lograrlo. Facebook permite a los usuarios descargar sus datos, pero no en un formato simple y fácil para importar; los efectos de la red lo hacían difícil para una nueva red social, tal como Google+ para tener éxito, y una herramienta fácil para migrar a un servicio rival podría reducir el efecto.

### Censura por parte de algunos gobiernos
Después de un día del lanzamiento del sitio web, varias agencias de noticias informaron de que Google+ fue bloqueado por la República Popular de China. Esto es parte de una política más amplia de censura en China continental. El gobierno de Irán también bloqueó el acceso a Google+ desde el 11 de julio de 2011, como parte de la censura de Internet en Irán.

## Popularidad y críticas
Hasta octubre de 2011 Google+ fue ganando usuarios rápidamente, pero el tiempo medio de uso real era muy escaso. Algunos críticos consideraron que le faltó mucho para poder ganarle a Facebook, temiéndose que volviera a ser un error como Google Buzz.
A partir de julio de 2012 Google obligó indirectamente a crear un perfil de Google+ para poder utilizar todas las características en otros sitios administrados por Google como por ejemplo YouTube. En usuarios de dispositivos móviles con sistema operativo Android, la aplicación de Google+ se incluyó predeterminada de fábrica, con lo que la sincronización con este servicio resultaba automática.
Evidentemente esto aceleró considerablemente la cantidad de usuarios de Google+, aunque no necesariamente eran miembros activos o interesados en usarla. Por lo tanto, esta medida no aumentó el tiempo medio que cada usuario dedicó a utilizar ésta red social.
En 2016 Google+ fue afectado con muchas fallas técnicas, mejor conocidas como bugs donde se perjudicó mucho a los usuarios que usaron esta plataforma, como por ejemplo, la mala programación en las notificaciones, veces en las que no cargaban las novedades o en las que se repetía una misma notificación de hace 4 horas después de leer la primera vez, esto se pudo repetir hasta más de 3 veces. También hubo errores a la hora de mencionar a otro usuario, por ejemplo, al citar +Tania Suárez, aparecía la mención como +xyz. Tanto de esos bugs hizo que esta página perdiera muchos seguidores.